# Alessandro Florenzi
Alessandro Florenzi (Roma, Provincia de Roma, Italia, 11 de marzo de 1991) es un futbolista italiano. Juega de defensa y centrocampista.

## Selección nacional
Ha sido internacional con la selección de fútbol de Italia en 49 ocasiones y ha marcado 2 goles. Debutó el 14 de noviembre de 2012, en un encuentro amistoso ante la selección de Francia que finalizó con marcador de 2-1 a favor de los franceses.

### Participaciones en Eurocopas
| Eurocopa      | Sede    | Resultado        |
| ------------- | ------- | ---------------- |
| Eurocopa 2016 | Francia | Cuartos de final |
| Eurocopa 2020 | Europa  | Campeón          |

## Estadísticas

### Clubes
Actualizado al último partido disputado el 25 de mayo de 2024.
| A. S. Roma · Italia | 1.ª           | 2010-11       | 1   | 0  | 0  | 0 | 0  | 0 | 1   | 0  |
| F. C. Crotone · Italia | 2.ª           | 2011-12       | 35  | 11 | 2  | 0 | —  | — | 37  | 11 |
| F. C. Crotone · Italia | Total club    | Total club    | 35  | 11 | 2  | 0 | 0  | 0 | 37  | 11 |
| A. S. Roma · Italia | 1.ª           | 2012-13       | 36  | 3  | 3  | 1 | −  | − | 39  | 4  |
| A. S. Roma · Italia | 1.ª           | 2013-14       | 38  | 6  | 4  | 0 | −  | − | 42  | 6  |
| A. S. Roma · Italia | 1.ª           | 2014-15       | 35  | 5  | 1  | 0 | 9  | 0 | 45  | 5  |
| A. S. Roma · Italia | 1.ª           | 2015-16       | 33  | 7  | 1  | 0 | 8  | 1 | 42  | 8  |
| A. S. Roma · Italia | 1.ª           | 2016-17       | 9   | 0  | 0  | 0 | 4  | 1 | 13  | 1  |
| A. S. Roma · Italia | 1.ª           | 2017-18       | 32  | 1  | 0  | 0 | 10 | 0 | 42  | 1  |
| A. S. Roma · Italia | 1.ª           | 2018-19       | 29  | 3  | 1  | 0 | 8  | 0 | 38  | 3  |
| A. S. Roma · Italia | 1.ª           | 2019-20       | 14  | 0  | 2  | 0 | 2  | 0 | 18  | 0  |
| A. S. Roma · Italia | Total club    | Total club    | 227 | 25 | 12 | 1 | 41 | 2 | 280 | 28 |
| Valencia C. F. · España | 1.ª           | 2019-20       | 12  | 0  | 1  | 0 | 1  | 0 | 14  | 0  |
| Valencia C. F. · España | Total club    | Total club    | 12  | 0  | 1  | 0 | 1  | 0 | 14  | 0  |
| París Saint-Germain Francia | 1.ª           | 2020-21       | 21  | 2  | 4  | 0 | 10 | 0 | 35  | 2  |
| París Saint-Germain Francia | Total club    | Total club    | 21  | 2  | 4  | 0 | 10 | 0 | 35  | 2  |
| A. C. Milan · Italia | 1.ª           | 2021-22       | 24  | 2  | 2  | 0 | 4  | 0 | 30  | 2  |
| A. C. Milan · Italia | 1.ª           | 2022-23       | 6   | 0  | 0  | 0 | 0  | 0 | 6   | 0  |
| A. C. Milan · Italia | 1.ª           | 2023-24       | 31  | 1  | 1  | 0 | 8  | 0 | 40  | 1  |
| A. C. Milan · Italia | 1.ª           | 2024-25       | 0   | 0  | 0  | 0 | 0  | 0 | 0   | 0  |
| A. C. Milan · Italia | Total club    | Total club    | 61  | 3  | 3  | 0 | 12 | 0 | 76  | 3  |
| Total carrera | Total carrera | Total carrera | 356 | 41 | 22 | 1 | 64 | 2 | 442 | 44 |
| (1) Incluye Copa Italia, Copa del Rey, Copa de Francia y Supercopa de Francia. (2) Incluye Liga de Campeones de la UEFA y Liga Europa de la UEFA. (3) Media de goles por encuentro. No incluye goles en partidos amistosos. |               |               |     |    |    |   |    |   |     |    |

### Selección nacional
| Absoluta · Italia                                                                                                | 2012          | 1  | 0 | —  | — | — | — | 1  | 0 |
| Absoluta · Italia                                                                                                | 2013          | 2  | 0 | 1  | 1 | — | — | 3  | 1 |
| Absoluta · Italia                                                                                                | 2014          | —  | — | 3  | 0 | — | — | 3  | 0 |
| Absoluta · Italia                                                                                                | 2015          | 3  | 0 | 3  | 1 | — | — | 6  | 1 |
| Absoluta · Italia                                                                                                | 2016          | 5  | 0 | 6  | 0 | — | — | 11 | 0 |
| Absoluta · Italia                                                                                                | 2017          | —  | — | 1  | 0 | — | — | 1  | 0 |
| Absoluta · Italia                                                                                                | 2018          | 4  | 0 | 2  | 0 | — | — | 6  | 0 |
| Absoluta · Italia                                                                                                | 2019          | —  | — | 4  | 0 | — | — | 4  | 0 |
| Absoluta · Italia                                                                                                | 2020          | —  | — | 5  | 0 | — | — | 5  | 0 |
| Absoluta · Italia                                                                                                | 2021          | 1  | 0 | 4  | 0 | — | — | 5  | 0 |
| Total carrera | Total carrera | 16 | 0 | 29 | 2 | 2 | 0 | 45 | 2 |
| (1) Incluye los partidos de clasificación para la Eurocopa y el Mundial, Eurocopa y Liga de Naciones de la UEFA. |               |    |   |    |   |   |   |    |   |

### Resumen estadístico
|                       | Partidos | Goles | Promedio |
| --------------------- | -------- | ----- | -------- |
| Liga                  | 295      | 38    | 0,13     |
| Copas nacionales      | 20       | 1     | 0,05     |
| Copas internacionales | 52       | 2     | 0,04     |
| Selección de Italia   | 45       | 2     | 0,04     |
| Total                 | 412      | 43    | 0,10     |

## Palmarés

### Títulos nacionales
| Título               | Club                | País    | Año     |
| -------------------- | ------------------- | ------- | ------- |
| Supercopa de Francia | Paris Saint-Germain | Francia | 2020    |
| Copa de Francia      | Paris Saint-Germain | Francia | 2020-21 |
| Serie A              | A. C. Milan         | Italia  | 2021-22 |
| Supercopa de Italia  | A. C. Milan         | Italia  | 2024    |

### Títulos internacionales
| Título   | Club (*)            | Sede   | Año  |
| -------- | ------------------- | ------ | ---- |
| Eurocopa | Selección de Italia | Europa | 2020 |

(*) Incluyendo la selección.